# Fernán Ferreiroa López
Fernán Ferreiroa López (Nigrán, Pontevedra, 10 de febrero de 1995) más conocido como Fernán Ferreiroa es un futbolista español que juega en la demarcación de centrocampista.

## Trayectoria
Nacido en Nigrán, es un centrocampista formado en el Celta de Vigo del Celta y con tres temporadas en el filial y media temporada estuvo cedido en la SD Compostela antes de finalizar su contrato con el club vigués.
Más tarde, jugaría en las filas del CD Choco de Tercera División. 
En la temporada 2017-18 juega en las filas de la Gimnástica Segoviana CF de la Segunda División B, con el que no podría mantener la categoría al término de la temporada.
En la temporada 2018-19 jugaría 23 encuentros (14 de titular y más de 1.200 minutos disputados) con el Barakaldo CF de la Segunda División B y anotaría un gol frente a la Cultural de Durango en la jornada seis que le supondría la victoria al conjunto bilbaíno. En junio de 2019 rescinde su contrato con el Barakaldo CF antes de emprender su primer aventura en el extranjero.
En verano de 2019, firma con el FK Qäbälä de la Liga Premier de Azerbaiyán.
El 29 de junio de 2022, firma por el Enosis Neon Paralimni de la Primera División de Chipre. El 31 de enero de 2023, rescinde su contrato con el conjunto chipriota, con el que solo pudo jugar 6 partidos de liga debido a las lesiones.

## Clubes
| Club                    | País       | Año         |
| ----------------------- | ---------- | ----------- |
| R.C. Celta de Vigo "B"  | España     | 2013-2015   |
| SD Compostela           | España     | 2015        |
| Club Deportivo Choco    | España     | 2015-2016   |
| Gimnástica Segoviana CF | España     | 2016-2018   |
| Barakaldo CF            | España     | 2018-2019   |
| FK Qäbälä               | Azerbaiyán | 2019 - 2022 |
| Enosis Neon Paralimni   | Chipre     | 2022 - 2023 |